# Září 2013
3. září – úterý
  Americký softwarový gigant Microsoft kupuje od finské společnosti Nokia její hlavní divizi mobilních telefonů za 5,44 miliardy eur (zhruba 140 miliard Kč).
5. září – čtvrtek
 Egyptský ministr vnitra Muhammad Ibrahím přežil pokus o atentát.
6. září – pátek
  Během summitu zemí skupiny G20 v Petrohradu se na schůzce mezi čtyřma očima setkali Barack Obama a Vladimir Putin, aby prodebatovali své postoje vůči krizi v Sýrii. Tato schůzka prezidentů USA a Ruska však neodstranila jejich rozdílné názory, USA preferují řešení použitím vojenské síly, ale Rusko armádní zásah odmítá.
7. září – sobota
  Členové Mezinárodního olympijského výboru zvolili Tokio jako pořadatele Letních olympijských her 2020.
 Ve věku 90 let zemřel český hudební skladatel, klavírista, hudební pedagog, dramatik a spisovatel Ilja Hurník.
8. září – neděle
  Papež František vedl na Svatopetrském náměstí ve Vatikánu modlitbu za mír v Sýrii a dalších krizových oblastech světa za účasti přibližně 100 000 lidí z celého světa.
9. září – pondělí
 Česká inspekce životního prostředí (ČIŽP) zastavila demolici areálu bývalé Setuzy v Lovosicích, jelikož zde byly nalezeny tuny nebezpečných chemikálií.
    Sýrie přijala ruský návrh na předání chemických zbraní pod mezinárodní kontrolu. S odvoláním na syrského ministra zahraničí Valída Mualíma to oznámila ruská agentura Interfax. Krok vítá i Francie, která v Radě bezpečnosti OSN předloží návrh rezoluce o chemických zbraních v Sýrii.
10. září – úterý
  Česká fotbalová reprezentace prohrála v Itálii 1:2 a přišla definitivně o šanci na postup na Mistrovství světa ve fotbale 2014.
  Novým předsedou Mezinárodního olympijského výboru byl zvolen Němec Thomas Bach.
12. září – čtvrtek
 Testy potvrdily, že sonda Voyager 1 vypuštěná v roce 1977 opustila jako první člověkem vyrobený objekt Sluneční soustavu a vstoupila do mezihvězdného prostoru.
13. září – pátek
 Podle tvrzení amerických zpravodajských zdrojů začala speciální jednotka syrské armády přepravovat tajně zásoby chemické munice na padesát míst, aby ztížila jejich lokalizaci při případném americkém úderu.
14. září – sobota
 Ze základny na jihu Japonska v sobotu úspěšně odstartovala raketa Epsilon, která nese na oběžnou dráhu teleskop SPRINT-A. Ten bude sloužit pro studium atmosféry planet Venuše, Marsu a Jupiteru.
16. září – pondělí
 Střelba v budově velitelství amerického námořnictva ve Washingtonu si vyžádala 12 mrtvých. Útočníkem byl bývalý voják, který vnikl do budovy a bez varování začal střílet. Policie jej při zásahu zastřelila.
  Inspektoři OSN oficiálně potvrdili, že při srpnovém útoku v Damašku byl použit nervový plyn sarin. Jejich zpráva však neidentifikuje pachatele útoku.
 Nejméně 21 lidí v Mexiku usmrtily hurikán Ingrid na východě a tropická bouře Manuel na západním pobřeží. Podle meteorologů Mexiko ještě nezažilo, aby tropické bouře udeřily na západním i východním pobřeží najednou. Během necelého týdne hlášený počet obětí vzrostl na více než 100 osob.
17. září – úterý
 Vrak obří luxusní výletní lodi Costa Concordia u italského ostrova Giglio v Toskánsku byl úspěšně uvolněn z útesu a po 19 hodinách vyrovnán pomocí plováků na hladině. Záchranáři nyní pátrají po tělech zbývajících dvou obětí neštěstí.
18. září – středa
 Ruská pobřežní stráž zastavila protest organizace Greenpeace proti těžbě ropy v Arktidě varovnými výstřely. Dva aktivisté byli zatčeni při pokusu proniknout na těžební plošinu Prirazlomnaja firmy Gazprom v Pečorském moři (okrajová část Barentsova moře).[nedostupný zdroj]
21. září – sobota
 V keňské metropoli Nairobi obsadili ozbrojenci napojení na islamistickou skupinu Al-Šabáb nákupní středisko Westgate, zabili minimálně 39 lidí a dále drží neupřesněný počet civilních osob. Policie spolu s armádou nákupní centrum obklíčila a snaží se zbylé rukojmí osvobodit. Akce je odvetou za keňskou intervenci v somálské občanské válce.
  Zástupci Sýrie předali Organizaci pro zákaz chemických zbraní v Haagu očekávaný seznam svého arzenálu chemických zbraní. Damašek tak splnil požadavek obsažený v rusko-americké dohodě ze 14. září ve stanoveném termínu.
22. září – neděle
 Křesťanští demokraté kancléřky Angely Merkelové vyhráli parlamentní volby v Německu. Přišli ale o svého tradičního partnera FDP, který se do parlamentu nedostal. V tom zasednou jen zástupci čtyři stran, kromě CDU/CSU ještě SPD, Zelení a Levice. CDU těsně unikla nadpoloviční parlamentní většina a bude hledat koaličního partnera, nejpravděpodobnější je velká koalice s SPD.
 Drama v nakupním středisku Westgate v keňském Nairobi stále pokračuje. Červený kříž potvrdil již 68 mrtvých, bilance však podle keňských úřadů může ještě výrazně stoupnout. Policii a armádě se stále ještě nepodařilo zneškodnit všechny teroristy.
 Čínský politik Po Si-laj byl za zneužití moci a korupci odsouzen k doživotnímu odnětí svobody.
 Sebevražedný bombový útok před křesťanským kostelem v pákistánském Péšávaru si vyžádal 75 mrtvých. Křesťané tvoří 1,6% pákistánské populace a spolu s šíity jsou častým terčem útoku islamistů.
23. září – pondělí
 Káhirský soud zakázal veškeré aktivity egyptského Muslimského bratrstva.
24. září – úterý
 V hornaté západopákistánské provincii Balúčistán došlo k mohutnému zemětřesení o síle 7,8 Richterovy škály. Podle prvních údajů je hlášeno asi 50 obětí na životech a množství zraněných. Během následujícího dne počet hlášených obětí přesáhl 320.
 Volební model CVVM: ČSSD 30,5 %, KSČM 19,5 %, ANO 14 %, TOP 09 12,5 %, ODS 7 %, SPOZ 5,5 %.
26. září – čtvrtek
 V ruském Murmansku začal soud s 30 členy posádky lodi Arctic Sunrise mezinárodní organizace Greenpeace, kterou přepadlo a obsadilo speciální ruské ozbrojené komando po pokusu aktivistů o protest proti těžně ropy u těžební plošinu Prirazlomnaja firmy Gazprom v Pečorském moři.
 Dozorčí rada Dopravního podniku hl. m. Prahy přijala rezignaci generálního ředitele Milana Křístka, nahradila ho ve funkci předsedy představenstva Jaroslavem Ďurišem a bez nového výběrového řízení navrhla představenstvu pověřit Ďuriše řízením podniku.
27. září – pátek
  Mezivládní panel pro změnu klimatu (IPCC) ve Stockholmu zveřejnil první část své 5. hodnotící zprávy, která obsahuje důkladné fyzikální zdůvodnění klimatických změn a uvádí, že s 95% jistotou je dominantní příčinou změny klimatu lidská činnost.
 Zaměstnanci Úřadu regionální rady soudržnosti Jihozápad Jiří Trnka a Martin Půlpytel obžalovaní z machinací s evropskými dotacemi byli odsouzeni k tříletým podmíněným trestům odnětí svobody.
28. září – sobota
  Rada bezpečnosti OSN jednomyslně schválila rezoluci požadující likvidaci syrského arzenálu chemických zbraní. Sýrie nesmí chemické zbraně používat, vyvíjet či skladovat a musí plně spolupracovat s OSN na likvidaci svých zásob těchto zbraní. 
29. září – neděle
 V parlamentních volbách v Rakousku zvítězila Sociálně demokratická strana Rakouska. Ve vládě zřejmě zasedne s dosavadním koaličním partnerem ve velké koalici, Rakouskou lidovou stranou.
 K Mezinárodní vesmírné stanici (ISS) dorazila kosmická nákladní loď Cygnus soukromé americké společnosti Orbital Sciences Corporation. Je to historicky druhé kosmické plavidlo, které k ISS úspěšně vyslala soukromá společnost.
 Turecko se po 85 letech zákazu chystá povolit užívání písmen „q“, „w“ a „x“, která jsou užívána v kurdském dialektu kurmandží, ale nejsou součástí turecké abecedy.
30. září – pondělí
  Historicky první mezinárodní Cenu Václava Havla za lidská práva získal běloruský aktivista Ales Bjaljacki.